# Elazar ben Tsedaka
Elazar ben Tsedaka ben Yitzchak (Hebreeuws: אלעזר בן צדקה בן יצחק), Arabische naam Abdel Moein Sadaka) (Nablus, 16 januari 1927 - 3 februari 2010) was sinds 9 februari 2004 hogepriester van de Samaritanen. Volgens de Samaritaanse traditie was hij de 130e hogepriester sinds Aäron. Gewoonlijk werd hij met zijn Hebreeuwse naam aangeduid.
Gedurende een groot deel van zijn werkzame leven was hij wiskundeleraar aan een middelbare school in Nablus. Na zijn pensioen is hij zich volledig gaan toeleggen op de bestudering van het Samaritaanse priesterschap en de Samaritaanse literatuur. Hij oogst hiervoor ook in wetenschappelijke kring bewondering. Hij was een van de sprekers op het vijfde congres voor Samaritan Studies, in 2000 gehouden in Helsinki. Binnen de Samaritaanse gemeenschap stond hij reeds voor zijn benoeming als hogepriester bekend als een expert op het gebied van de Samaritaanse kalender. In 1995 vertegenwoordigde hij de politieke belangen van de Samaritaanse gemeenschap tijdens besprekingen in Washington D.C..
Op 9 februari 2004 volgde Elazar ben Tsedaka zijn neef Shalom ben Amram op als hogepriester van de Samaritanen. Evenals zijn voorgangers onderhield hij goede contacten met zowel de president van Israël als met de Palestijnse Autoriteit.
Begin 2010 overleed Elazar ben Tsedaka op 83-jarige leeftijd.